# Tschammerpokal 1938
In 1938 vond de vierde editie van de Tschammerpokal plaats, de voorloper van de huidige DFB-Pokal.
De clubs uit de lagere klassen bekampten eerst elkaar. Tijdens de competitie werd Oostenrijk aangehecht aan Duitsland waardoor besloten werd dat na de kwartfinale acht Oostenrijkse clubs mochten deelnemen. Het ging om de top zes van de competitie en twee reekswinnaars uit de tweede klasse. Bij een gelijkspel na verlengingen werd een replay gespeeld.
Rapid Wien werd bekerwinnaar.

## Eindronde

### Eerste ronde
De eerste ronde werd gespeeld van 27 augustus tot 11 september 1938.
| Thuisploeg                  | Uitploeg                     | Uitslag   |
| --------------------------- | ---------------------------- | --------- |
| FC Hanau 93                 | VfB Mühlburg                 | 0:4       |
| VfB Peine                   | Hamburger SV                 | 2:1       |
| VfB Stuttgart               | Karlsruher FC Phönix         | 7:1       |
| BSG Neumeyer Nürnberg       | Stuttgarter Kickers          | 4:2       |
| CSC 03 Kassel               | FSV Frankfurt                | 0:1       |
| BC Hartha                   | Sportfreunde Klausberg       | 4:1       |
| SV Polizei Lübeck           | Fortuna Düsseldorf           | 2:4       |
| SC Opel Rüsselsheim         | Alemannia Aachen             | 2:1       |
| Brandenburger SC Süd 05     | MTV Pommerensdorf            | 3:0       |
| Stettiner SC                | Yorck Boyen Insterburg       | 1:1 n. V. |
| Polizei SV Berlin           | Vorwärts-Rasensport Gleiwitz | 2:3       |
| SV Dessau 05                | SV BEWAG Berlin              | 2:1       |
| Rot-Weiss Essen             | FC St. Pauli                 | 5:1       |
| SpVgg Röhlinghausen         | Werder Bremen                | 1:2       |
| 1.SV Jena                   | Hertha BSC                   | 1:2       |
| SV Waldhof Mannheim         | Borussia Fulda               | 4:0       |
| SSV Velbert                 | Grün-Weiß Eschweiler         | 1:3       |
| Westfalia Herne             | Sportfreunde Katernberg      | 5:1       |
| SC Victoria Hamburg         | FC Schalke 04                | 4:3       |
| Eintracht Frankfurt         | TSV 1860 München             | 1:2       |
| Freiburger FC               | Hannover 96                  | 3:1       |
| Preußen Greppin             | Dresdner SC                  | 0:13      |
| Beuthen 09                  | Berliner SV 92               | 3:2       |
| SV Steinheim                | 1. FC Nürnberg               | 2:3 n. V. |
| 1.SSV Ulm 1928              | SpVgg Fürth                  | 3:2       |
| SC Blau-Weiß Lindenthal     | VfR Mannheim                 | 1:7       |
| FC Bayern München           | Union Böckingen              | 7:0       |
| Borussia Dortmund           | Phönix Lübeck                | 1:2       |
| DSC Arminia Bielefeld       | Holstein Kiel                | 5:1       |
| SpVgg Blau-Weiß 1890 Berlin | TSV Swinemünde               | 5:1       |
| Riesaer SV                  | Wacker 04 Tegel              | 2:1       |
| SV Hindenburg Allenstein    | SC Preußen Danzig            | 2:0       |
| Replay                      |                              |           |
| Yorck-Boyen Insterburg      | Stettiner SC                 | Forfait   |

### Tweede ronde
De tweede ronde werd gespeeld van 11 september tot 25 september 1938.
| Thuisploeg                   | Uitploeg                 | Uitslag |
| ---------------------------- | ------------------------ | ------- |
| VfB Mühlburg                 | VfB Peine                | 6:1     |
| VfB Stuttgart                | BSG Neumeyer Nürnberg    | 2:1     |
| FSV Frankfurt                | BC Hartha                | 3:1     |
| Fortuna Düsseldorf           | Opel Rüsselsheim         | 7:1     |
| Yorck-Boyen Insterburg       | Brandenburger SC 05      | 1:4     |
| Vorwärts-Rasensport Gleiwitz | SV Dessau 05             | 2:1     |
| Werder Bremen                | Rot-Weiss Essen          | 2:3     |
| Hertha BSC                   | SV Hindenburg Allenstein | Forfait |
| Grün-Weiß Eschweiler         | SV Waldhof Mannheim      | 1:2     |
| Westfalia Herne              | SC Victoria Hamburg      | 5:1     |
| TSV 1860 München             | Freiburger FC            | 3:1     |
| Dresdner SC                  | Beuthen 09               | 10:1    |
| 1. FC Nürnberg               | 1.SSV Ulm 1928           | 2:1     |
| VfR Mannheim                 | FC Bayern München        | 2:1     |
| Phönix Lübeck                | Arminia Bielefeld        | 3:2     |
| Blau-Weiß 90 Berlin          | Riesaer SV               | 3:1     |

### 1/8ste finale
De 1/8ste finale werd gespeeld op 9 oktober 1938.
| Thuisploeg          | Uitploeg                     | Uitslag |
| ------------------- | ---------------------------- | ------- |
| FSV Frankfurt       | Fortuna Düsseldorf           | 3:1     |
| VfB Mühlburg        | VfB Stuttgart                | 2:1     |
| Brandenburger SC 05 | Vorwärts-Rasensport Gleiwitz | 0:1     |
| Rot-Weiss Essen     | Hertha BSC                   | 3:0     |
| SV Waldhof Mannheim | Westfalia Herne              | 6:0     |
| TSV 1860 München    | Dresdner SC                  | 3:0     |
| 1. FC Nürnberg      | VfR Mannheim                 | 1:0     |
| Phönix Lübeck       | Blau-Weiß 90 Berlin          | 0:1     |

### Tussenkwartfinale

#### Oostenrijk
Wegens de instroom van de Oostenrijkse clubs werd er een tussenronde gespeeld. De Oostenrijkse kwartfinale werd gespeeld op 6 november 1938.
| Thuisploeg     | Uitploeg              | Uitslag |
| -------------- | --------------------- | ------- |
| SK Admira Wien | First Vienna FC 1894  | 0:6     |
| SC Wacker Wien | Wiener Sport-Club     | 0:1     |
| SK Rapid Wien  | SV Amateure Fiat Wien | 5:1     |
| Grazer SC      | FK Austria Wien       | 3:2     |

#### Duitse Rijk
De Duitse kwartfinale werd gespeeld op 6 november 1938.
| Thuisploeg                   | Uitploeg        | Uitslag   |
| ---------------------------- | --------------- | --------- |
| Waldhof Mannheim             | Rot-Weiss Essen | 3:2 n. V. |
| FSV Frankfurt                | VfB Mühlburg    | 3:1       |
| Blau-Weiß 90 Berlin          | 1860 München    | 1:2       |
| Vorwärts Rasensport Gleiwitz | 1. FC Nürnberg  | 2:4       |

### Kwartfinale
De kwartfinale werd gespeeld op 27 november 1938.
| Thuisploeg        | Uitploeg             | Uitslag   |
| ----------------- | -------------------- | --------- |
| 1. FC Nürnberg    | First Vienna FC 1894 | 3:1       |
| 1860 München      | FSV Frankfurt        | 1:2 n. V. |
| Waldhof Mannheim  | SK Rapid Wien        | 2:3       |
| Wiener Sport-Club | Grazer SC            | 6:1       |

### Halve finale
De halve finale werd gespeeld op 11 november 1938.
| Thuisploeg    | Uitploeg          | Uitslag |
| ------------- | ----------------- | ------- |
| SK Rapid Wien | 1. FC Nürnberg    | 2:0     |
| FSV Frankfurt | Wiener Sport-Club | 3:2     |

### Finale
De wedstrijd werd op 8 januari 1939 voor 40.000 toeschouwers gespeeld.
| Thuisploeg    |   | Uitploeg      | Uitslag   | Stad, Stadion           |
| ------------- | - | ------------- | --------- | ----------------------- |
| SK Rapid Wien | – | FSV Frankfurt | 3:1 (0:1) | Berlijn, Olympiastadion |

Tschammerpokal:
1935 · 
1936 · 
1937 · 
1938 · 
1939 ·
1940 · 
1941 · 
1942 · 
1943 

DFB-Pokal:
1952/53 · 
1953/54 · 
1954/55 · 
1955/56 · 
1956/57 · 
1957/58 · 
1958/59 · 
1959/60 · 
1960/61 · 
1961/62 · 
1962/63 · 
1963/64 · 
1964/65 · 
1965/66 · 
1966/67 · 
1967/68 · 
1968/69 · 
1969/70 · 
1970/71 · 
1971/72 · 
1972/73 · 
1973/74 · 
1974/75 · 
1975/76 · 
1976/77 · 
1977/78 · 
1978/79 · 
1979/80 · 
1980/81 · 
1981/82 · 
1982/83 · 
1983/84 · 
1984/85 · 
1985/86 · 
1986/87 · 
1987/88 · 
1988/89 · 
1989/90 · 
1990/91 · 
1991/92 · 
1992/93 ·
1993/94 · 
1994/95 · 
1995/96 · 
1996/97 · 
1997/98 · 
1998/99 · 
1999/00 · 
2000/01 · 
2001/02 ·
2002/03 · 
2003/04 ·
2004/05 · 
2005/06 ·
2006/07 · 
2007/08 ·
2008/09 ·
2009/10 · 
2010/11 ·
2011/12 ·
2012/13 ·
2013/14 ·
2014/15 ·
2015/16 ·
2016/17 ·
2017/18 ·
2018/19 ·
2019/20 ·
2020/21 .
2021/22 ·
2022/23 ·
2023/24 .
2024/25